# Lázár-kódex
A Lázár-kódex egyike a késő középkori magyar kéziratoknak.

## Leírása
A 115 levél terjedelmű alkotás 6 ismeretlen szerző munkája – valószínűleg ferences szerzetes – munkája egy Katalin nevű nő számára Keletkezési ideje a 16. század második negyede. Imádságok mellett tartalmazza Antiokheiai Szent Margit legendáját, több példabeszédet, néhány rövidebb részletet Kempis Tamás Krisztus követése című munkájából, valamint Szent Brigitta tizenöt imáját.
Nevét a kódexet hosszú ideig őrző Lázár-családról kapta. Később (1896-ban) Lázár Zelma ajándékából a Magyar Tudományos Akadémia birtokába került. (Az adományozóról olykor Lázár Zelma-kódexnek is nevezik.) A Volf György-féle Nyelvemléktárnak a XV. kötetében jelent meg 1908-ban.